# Барон Манкрофт
Барон Манкрофт из Манкрофта в городе Норидж — наследственный титул в системе Пэрства Соединённого королевства. Он был создан 23 февраля 1937 года для консервативного политика, сэра Артура Майкла Сэмюэла, 1-го баронета (1872—1942). Он заседал в Палате общин от Фарнема (1918—1937), занимал должности секретаря по вопросам внешней торговли (1924—1927) и финансового секретаря казначейства (1927—1929). В 1932 году для него был создан титул баронета из Манкрофта в городе Норидж (графство Норфолк). Его сын, Стормонт Манкрофт Сэмюэл Манкфорт, 2-й барон Манкрофт (1914—1987), также был консервативным политиком. В 1925 году он принял фамилию «Манкрофт». Стормонт Манкфорт занимал должности лорда в ожидании (1952—1954) и заместителя министра внутренних дел (1954—1957).
По состоянию на 2024 год носителем титула являлся единственный сын последнего, Бенджамин Ллойд Стормонт Манкрофт, 3-й барон Манкрофт (род. 1957), который стал преемником своего отца в 1987 году. Лорд Манкрофт — один из девяноста избранных наследственных пэров, которые сохранили свои места в Палате лордов после принятия Акта Палаты лордов 1999 года, он занимает скамейку консерваторов.

## Бароны Манкрофт (1937)
- 1937—1942: Артур Майкл Сэмюэл, 1-й барон Манкрофт (6 декабря 1872 — 17 августа 1942), старший сын Бенджамина Сэмюэла (1840—1890)[1];
- 1942—1987: Стормонт Манкрофт Сэмюэл Манкрофт, 2-й барон Манкрофт (27 июля 1914 — 14 сентября 1987), единственный сын предыдущего[2];
- 1987 — настоящее время: Бенджамин Ллойд Стормонт Манкрофт, 3-й барон Манкрофт (род. 16 мая 1957), единственный сын предыдущего[3];
  - Наследник титула: достопочтенный Артур Луис Стормонт Манкрофт (род. 3 мая 1995), старший сын предыдущего[4].